# Рамос-Ариспе (муниципалитет)
Рамос-Ариспе (исп. Ramos Arizpe) — муниципалитет в Мексике, штат Коауила, с административным центром в одноимённом городе. Численность населения, по данным переписи 2020 года, составила 122 243 человека.

## Общие сведения
Название Ramos Arizpe дано в честь мексиканского политика Мигеля Рамоса Ариспе.
Площадь муниципалитета равна 6754 км², что составляет 4,46 % от общей площади штата, а наивысшая точка — 2086 метров, расположена в поселении Ла-Тайга.
Он граничит с другими муниципалитетами штата Коауила: на севере с Куатро-Сьенегасом и Кастаньосом, на юге с Артеагой и Сальтильо, на юго-западе с Хенераль-Сепедой, на западе с Паррасом, а на востоке с другим штатом Мексики — Нуэво-Леоном.
В муниципалитете расположен международный аэропорт План-де-Гуадалупе, который обслуживает столицу штата — город Сальтильо.

## Учреждение и состав
Муниципалитет был образован в 1850 году, в его состав входит 218 населённых пунктов, самые крупные из которых:
| Код INEGI                  | Населённый пункт                                                                           | Численность населения (2005 год) | Численность населения (2010 год) | Численность населения (2020 год) |
| -------------------------- | ------------------------------------------------------------------------------------------ | -------------------------------- | -------------------------------- | -------------------------------- |
| 027                        | Всего                                                                                      | 56708                            | 75461                            | 122243                           |
| 0001                       | Рамос-Ариспе (исп. Ramos Arizpe) 25°32′36″ с. ш. 100°57′03″ з. д. (административный центр) | 48228                            | 66554                            | 114010                           |
| 0727                       | Тюрьма № 18 (исп. CFDRS Número 18) 25°50′37″ с. ш. 100°58′08″ з. д.                        | н/д                              | н/д                              | 1153                             |
| 0070                       | Паредон (исп. Paredón) 25°56′48″ с. ш. 100°56′04″ з. д.                                    | 1137                             | 1165                             | 1003                             |
| 0043                       | Иполито (исп. Hipólito) 25°41′52″ с. ш. 101°24′11″ з. д.                                   | 387                              | 480                              | 432                              |
| 0020                       | Каньяда-Анча (исп. Congregación Cañada Ancha) 25°32′25″ с. ш. 101°01′02″ з. д.             | 299                              | 342                              | 326                              |
| 0042                       | Игерас (исп. Higueras) 25°38′01″ с. ш. 100°47′59″ з. д.                                    | 278                              | 342                              | 299                              |
| 0048                       | Ла-Леона (исп. La Leona) 25°59′22″ с. ш. 101°07′53″ з. д.                                  | 247                              | 223                              | 214                              |
| 0033                       | Фраустро (исп. Fraustro) 25°54′05″ с. ш. 101°08′37″ з. д.                                  | 159                              | 228                              | 207                              |
| —                          | Прочие                                                                                     | 5973                             | 6127                             | 4599                             |
| Названия на карте Генштаба |                                                                                            |                                  |                                  |                                  |

## Экономика
По статистическим данным 2000 года, работоспособное население занято по секторам экономики в следующих пропорциях:
- сельское хозяйство и скотоводство — 10,7 %;
- производство и строительство — 53,8 %;
- торговля, сферы услуг и туризма — 32,3 %;
- безработные — 3,2 %.

## Инфраструктура
По статистическим данным 2010 года, инфраструктура развита следующим образом:
- электрификация: 98,9 %;
- водоснабжение: 95,5 %;
- водоотведение: 91,8 %.

## Фотографии

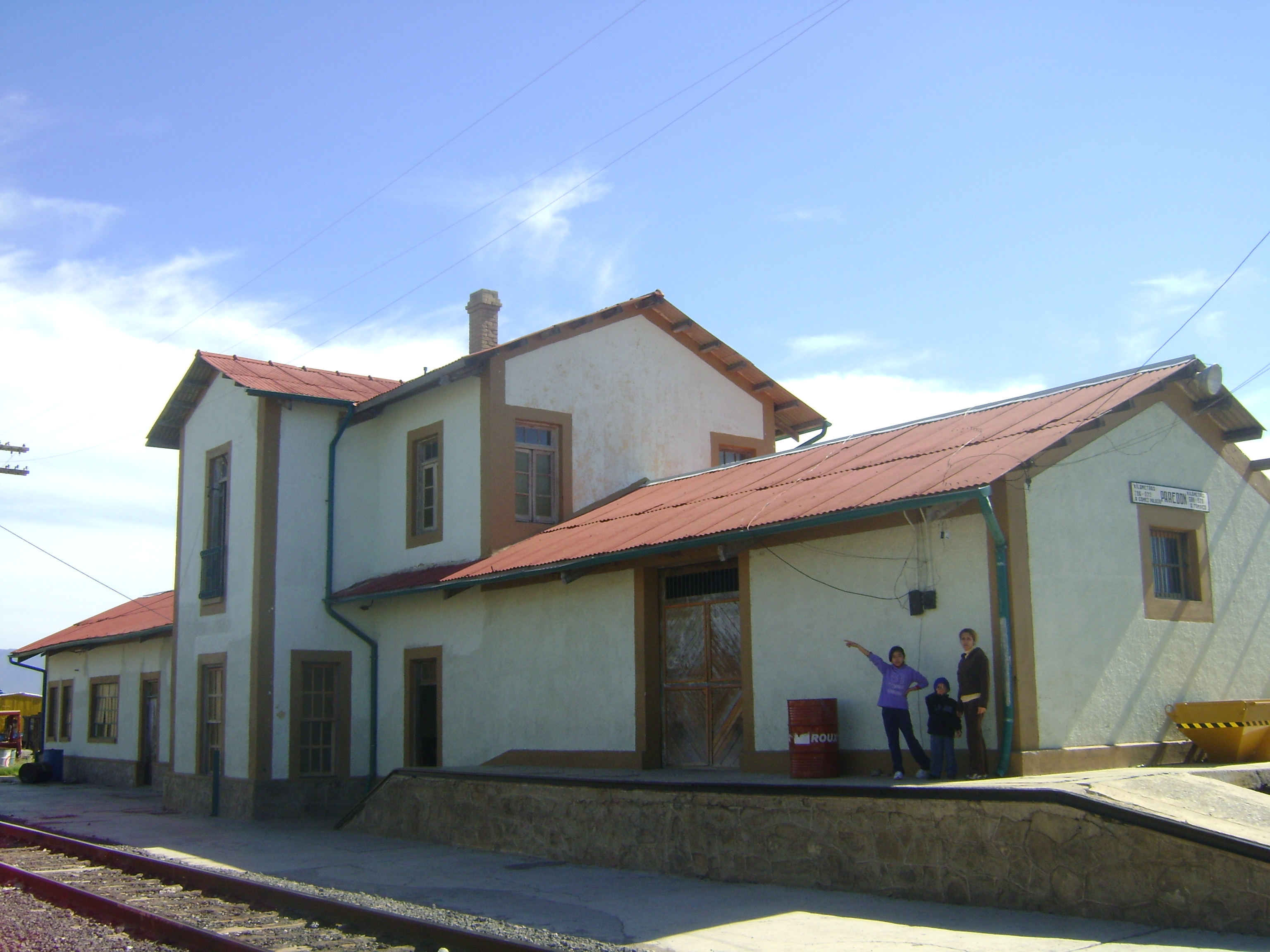
Ж/д станция Паредон
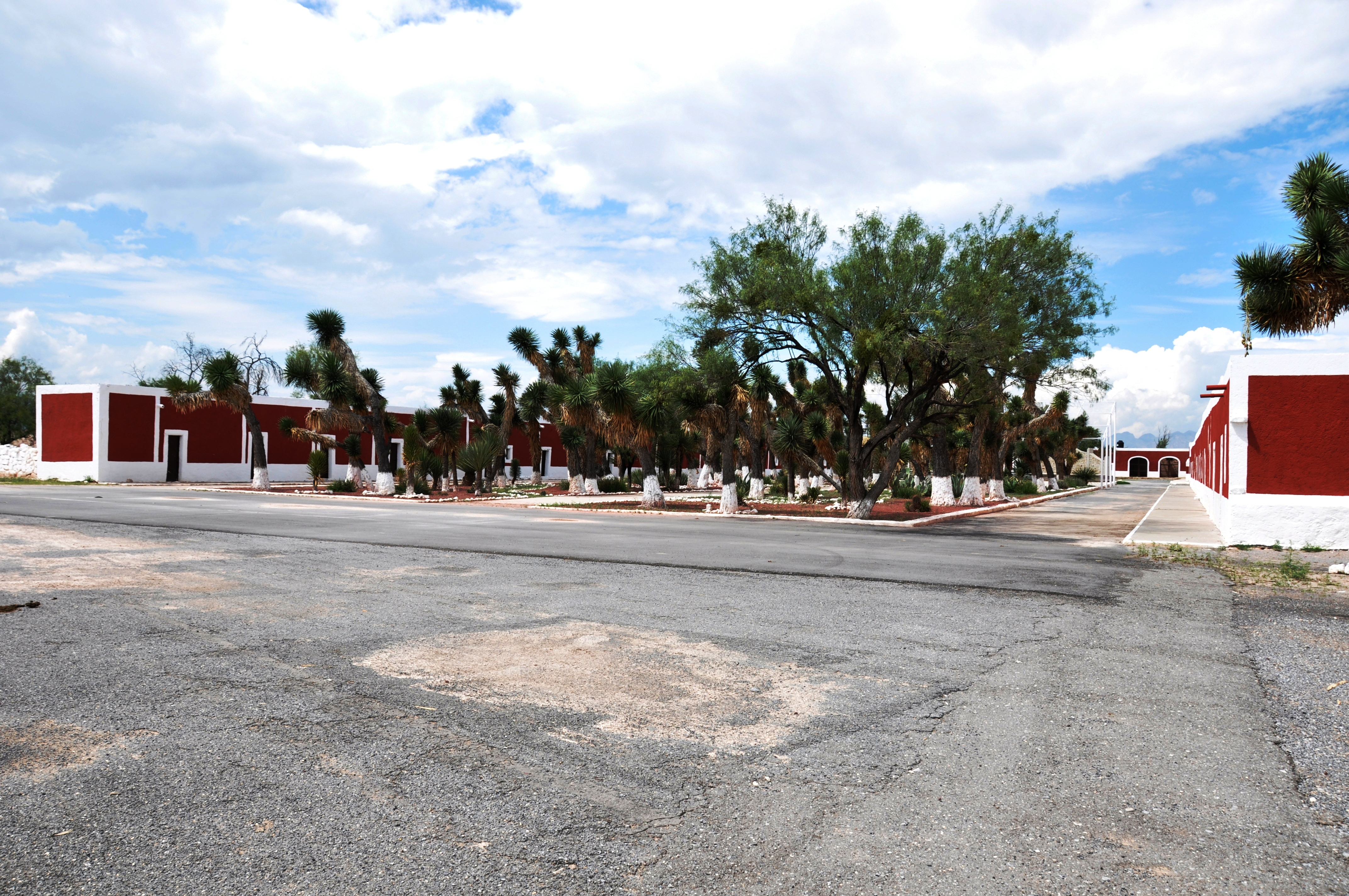
Бывшая асьенда План-Гуадалупе